# Sociální percepce
Sociální percepce neboli sociální vnímání je způsob vnímání jiných osob, který podléhá určitým zákonitostem. Patří sem tendence uvažovat o ostatních v určitých kategoriích, stereotypech a schématech, kde velkou roli hrají různé efekty vnímání, jako např. efekt prvního dojmu. Tyto „mentální zkratky“ nebo také heuristiky slouží jako „ekonomická opatření“, která lidem umožňují „udělat si o někom obrázek“ bez dlouhých úvah a přispívají ke snadnější orientaci v sociálním prostředí. Rozeznává se jich víc, například: heuristika dostupnosti, heuristika reprezentativnosti, heuristika kotvení, heuristika simulace událostí v mysli.

## Schémata
Velký vliv na vnímání skutečnosti mají tzv. schémata. Ta ovlivňují, co a jak lidé vnímají, čeho si všímají (selektivní pozornost a co si zapamatuje selektivní paměť). Jsou jakýmisi membránami, které vytřídí přijímané informace na ty, které zapadají do stanoveného schématu, a ostatní, které lidé ignorují. Také se používá metafora kulturních čoček (Sandra Bem: Teorie kulturních čoček). Základní typy schémat jsou:
1. skripty (scénáře)
2. sociální role a sociální normy
3. stereotypy
4. implicitní teorie osobnosti

## První dojem
První dojem je ucelení dostupných informací o neznámém člověku do souvislého celku. Jedná se o krátký proces, který zpravidla trvá cca 15 sekund. Vzniká za situace, kdy má člověk velmi malé množství informací o vnímané osobě, a přesto je nucen nějak se k ní chovat. Je ovlivněn tím, co o dané osobě již ví, a vlastními předešlými zkušenostmi. Následné informace o této osobě poté interpretuje právě podle prvního dojmu. Vytvořený dojem tedy přímo ovlivňuje i následné chování k vnímané osobě.
Proces formování prvního dojmu probíhá automaticky a často zcela mimo vlastní vědomí. Z toho důvodu je velmi těžké průběh formování prvního domu nějakým způsobem kontrolovat či regulovat. Pokud se jedná o náhodné setkání, které nebude mít další pokračování, ovlivňuje první dojem pouze aktuální chování člověka. Pokud se však jedná o důležité setkání, jako je například přijímaní nového zaměstnance, je žádoucí pečlivě zvažovat, co posuzující osobu při formování prvního dojmu ovlivňuje. Často se při vytváření prvního dojmu může mýlit.

### Faktory ovlivňující formování prvního dojmu
Existuje několik faktorů, které ovlivňují první dojem posuzující (percipient) i posuzované (percipované) osoby. Posuzující osoby pracují s dostupnými informacemi, které o posuzované osobě mají. Velkou roli hrají smyslové vjemy, kdy si na člověku všímají například stylu oblékání, vůně nebo zabarvení hlasu. Poté na ně působí prostředí, kde dochází k setkání, osobní role dané osoby, profese nebo také její příslušnost k určité skupině.
Jedním z faktorů je posuzování jedince podle celkového dojmu, tedy haló efekt. Úzce spojený je s tímto i Hornův efekt, který je ale protikladem a všímá si především těch špatných vlastností percipované osoby. Dalším faktorem je efekt negativity také známý jako negativní předpojatost, který má vliv na osobu spíše negativní povahy – pokud takový člověk narazí na pozitivní věc (či dojem), bude na něj mít menší vliv, než by měl na jinou osobu. Důležitou roli při formování prvního dojmu hraje tak efekt primarity.

## Teorie atribucí
Průkopníkem teorií atribucí je Fritz Heider. Podle něj se člověk snaží dosáhnout stabilních a smysluplných dojmů o ostatních lidech. Ve své teorii poukazuje na to, že proces atribucí obsahuje vyvozování struktur a procesů, které se týkají lidí a prostředí a jejich dispozičních kvalit, jako jsou rysy, schopnosti, záměry, a to na základě pozorovatelných znaků, jako je například chování. Odhalování dispozičních kvalit je podle něj hierarchický proces, který směřuje od povrchnějších příčin jevů k těm hlubším. Fritz Heider také zavedl pojem vnitřní a vnější lokalizace příčin jevů. Mezi vnější příčiny jevů mohou patřit například jiní lidé nebo další aspekty prostředí, mezi ty vnitřní zase charakteristiky aktérů událostí. Při posuzování chování ostatních lidí se posuzující osoby často mohou dopouštět atribučních chyb.

## Výzkum
Působení schémat na lidské vnímání experimentálně zjišťovali např. Brewer a Treyens v roce 1981, kdy měli respondenti za úkol zapamatovat si předměty, které byly v místnosti na obrázku. O této místnosti jim experimentátoři řekli, že je to pracovna vědce. Respondenti vnímali hlavně předměty, které očekávali ve vědecké pracovně (pracovní stůl, židle), a mnozí si zapamatovali i knihovnu, která na obrázku vůbec nebyla.

## Aplikace
S kategorizací pracuje např. Implicitní teorie osobnosti Solomona Asche. Tato teorie říká, že si lidé tvoří celkový obraz o osobnosti nějakého člověka jen na základě několika málo vlastností, které mají intuitivně spjaté s jinými. Přitom některé z těchto vlastností jsou pro tuto konstrukci významnější než jiné. Tato kategorizace funguje ve dvou rovinách: intelektuální a sociální, které vytváří model struktury dojmu z osobnosti. Pokud tedy posuzující osoba u někoho zjistí vlastnosti z kvadrantu sociálně dobrý a intelektuálně dobrý, připíše mu i ostatní vlastnosti náležející tomuto kvadrantu. Osobnostní konstrukty jsou vytvářené během života na základě předchozí zkušenosti, a proto jsou pro každého člověka nutně trochu odlišné. To však znesnadňuje úlohu experimentátora, protože výzkum a užívané pojmy jsou již ovlivňovány jeho vlastními osobními konstrukty. Z tohoto důvodu George Kelly začal v experimentech užívat svou teorii bipolárních konstruktů (tzn. jak lidé vnímají určité pojmy, např. agresivní, na základě toho, jaké k nim přiřazují protiklady, např. pasivní nebo laskavý, s použitím techniky repertoárové mřížky. 

## Mentální zkratky (heuristiky)
Dalším faktorem ovlivňujícím lidské vnímání druhých je efekt primarity neboli první dojem. Jeden z prvních výzkumů této problematiky provedl S. E. Asch již v roce 1946. Zjistil, že způsob, jakým bude posuzující člověk na danou osobu či věc pohlížet a jak ji bude hodnotit, záleží na pořadí, v jakém se dozví jednotlivé údaje. První dojem má tak zásadní postavení, protože předurčuje způsob vnímání všech následujících informací. Člověk, který uvede své představení slovy „omlouvám se, dnes jsem se nestihl dobře připravit“, způsobí větší citlivost posluchačů na případné chyby a nedostatky a publikum si všimne i věcí, které by si normálně nevšimlo nebo je interpretovalo jinak.